# Crepidium graminifolium
Crepidium graminifolium (лат.) — вид однодольных растений рода Crepidium семейства Орхидные (Orchidaceae). Под текущим таксономическим названием был описан польским ботаником Дариушем Шляхетко в 1995 году.

## Распространение, описание
Эндемик Папуа — Новой Гвинеи. Типовой экземпляр собран на горе Гомаджиди (Земля Кайзера Вильгельма).
Геофит; корневище с псевдобульбой.
Следующие описание было предложено для таксона Pseudoliparis graminifolia (Schltr.) Szlach. & Marg., в настоящее время входящего в синонимику вида. Растение высотой 10—35 см. Корневище короткое. Цветки розоватые, 5—6 мм в диаметре. Плоды продолговато-обратнояйцевидные, от желтоватого до палевого цвета. Произрастает преимущественно в тенистых дождливых лесах. Цветёт с мая по июнь, плодоносит с июня по июль.

## Синонимы
Синонимичные названия:
- Malaxis graminifolia (Schltr.) P.F. Hunt
- Microstylis graminifolia Schltr.basionym
- Pseudoliparis graminifolia (Schltr.) Szlach. & Marg.